# Ann-Marie Åsheden
Ann-Marie Åsheden, född 21 december 1947, är en svensk författare och journalist. Åsheden intervjuade i hemlighet spaningsledare Hans Holmér då denne ledde polisarbetet efter Palmemordet.

## Bakgrund
Efter att statsminister Olof Palme mördades den 28 februari 1986 tog Stockholms länspolismästare, Hans Holmér, över mordutredningen. Åsheden fick då i uppdrag av chefredaktören på Dagens Nyheter, Christina Jutterström, att i hemlighet intervjua Holmér. Intervjuerna skulle göras fram till dess att mördaren greps för att slutligen publiceras. Genom Holmérs vän, Ebbe Carlsson, fick Åsheden kontakt med Holmér och träffade honom i stort sett varje dag under mordutredningens första år. Åsheden antecknade vad Holmér sade, men denne hade som krav att förhandsgodkänna allt nedtecknat material innan publicering. Åsheden träffade Holmér ytterligare några få gånger kort innan denne avled 2002.
Efter att Holmér avgått som spaningsledare den 5 mars 1987, låste Åsheden in sitt material i ett bankfack innan de hemligstämplades på Riksarkivet. Hon lät dock 2012 skriva boken Förbannelsen, vilken består av intervjuerna med Holmér samt intervjuer med familjen Holmér och personer inom Palmeutredningen.